# Rudolf Friml
Rudolf Friml (ur. 2 grudnia 1879 w Pradze, zm. 12 listopada 1972 w Los Angeles) – amerykański kompozytor i pianista pochodzenina czeskiego.

## Życiorys
Studiował u Antonína Dvořáka. Początkowo brał udział w tournées koncertowym po Europie jako akompaniator skrzypka Jana Kubelíka. Debiutował w USA w 1904 roku, jako pianista wykonując własny koncert fortepianowy.
Komponował popularne operetki: Robaczki świętojańskie (1912), Rose Marie (1924), Król włóczęgów (1925), Trzej muszkieterowie (1928). Komponował także utwory rozrywkowe i muzykę do filmów.